# 금붕어 잡기
《금붕어 잡기》(La Pêche aux poissons rouges)는 1895년 프랑스의 단편 무성영화로, 루이 뤼미에르가 제작을 하였다.

## 상세
뤼미에르 형제가 초창기에 찍었던 여느 영화와 마찬가지로, 영사기와 촬영기를 겸한 시네마토그래프로 촬영하였으며, 35mm 필름에 화면비는 1.33:1로 제작되었다. 1895년 12월 28일 프랑스 파리의 카푸신 대로 14번지 그랑 카페에서 뤼미에르 형제가 처음으로 선보인 시네마토그래프 유료 상영회에서 선보였던 단편 영화 10편 중 하나이기도 하다.
영상에는 뤼미에르 본인과 자신의 딸 앙드레 뤼미에르가 출연한다. 딸은 어항 속의 금붕어를 손으로 집으려 물속을 휘젓고 있고, 뤼미에르는 그런 딸을 두 손으로 부여잡다가 카메라를 향해 웃는 얼굴을 보인다. 딸 앙드레가 출연한다는 점에서는 그랑카페 상영회에서 같이 선보였던 단편 《아기의 식사》와 비슷한 면이 있는 작품이다.
뤼미에르의 모든 작품과 마찬가지로 촬영된 지 100년이 넘은 영화인 만큼 퍼블릭 도메인으로 저작권이 소멸되었기에 유튜브 등지의 인터넷상에서 감상할 수 있다.